# 未醒少女
《未醒少女》是2022年射击游戏，由Neotro开发、Phoenixx发行，对应Windows平台。游戏2023年登录任天堂Switch、PlayStation 5、PlayStation 4、Xbox Series X/S平台。
据Metacritic，游戏获得「总体好评」；据OpenCritic统计，游戏获得88%媒体推荐。

## 外部連結
- 官方网站